# Resolución 1540 del Consejo de Seguridad de las Naciones Unidas
La resolución 1540 del Consejo de Seguridad de las Naciones Unidas fue adoptada por unanimidad el 28 de abril de 2004 sobre la no proliferación de armas de destrucción masiva. La resolución establece las obligaciones en virtud del Capítulo VII de la Carta de las Naciones Unidas para todos los Estados miembros de desarrollar y hacer cumplir las medidas legales y reglamentarias apropiadas contra la proliferación de armas químicas, biológicas, radiológicas y nucleares, y sus sistemas vectores, en particular, para prevenir la difusión de armas de destrucción masiva a actores no estatales.
Es notable porque reconoce la proliferación no estatal como una amenaza a la paz bajo los términos del Capítulo VII de la Carta de las Naciones Unidas, y crea una obligación para los estados de modificar su legislación interna.
Además, la resolución requiere que todos los estados tipifiquen como delito las diversas formas de participación de actores no estatales en armas de destrucción masiva y sus actividades relacionadas en su legislación nacional y, una vez que estén en vigor, hacer cumplir dicha legislación. En virtud de su alcance universal y naturaleza obligatoria, la resolución 1540 marca una desviación de los acuerdos de no proliferación anteriores y agrega una capa novedosa al régimen de no proliferación. Antes de que se aprobara la resolución, el régimen de no proliferación se basaba en muchos arreglos parcialmente superpuestos, ninguno de los cuales establecía obligaciones universales forzosas.

## Contenido
La resolución 1540 fue adoptada en virtud del Capítulo VII de la Carta de las Naciones Unidas, que cubre "amenazas a la paz, quebrantamientos de la paz y actos de agresión". La propia resolución afirma en su párrafo inicial: "La proliferación de armas nucleares, químicas y biológicas, así como sus sistemas vectores, constituye una amenaza para la paz y la seguridad internacionales". Aunque el Consejo de Seguridad ya había reconocido la proliferación de ADM como una amenaza para la paz y la seguridad internacionales en la Declaración Presidencial del CSNU del 31 de enero de 1992, el Consejo tardó hasta 2004 en adoptar una resolución tan decisiva.
La Resolución 1540 del Consejo de Seguridad de las Naciones Unidas es solo la segunda resolución que invoca el Capítulo VII sin relacionar el hecho con un momento y lugar específicos, siendo la primera la Resolución 1373 del Consejo de Seguridad de las Naciones Unidas, que fue votada después de los ataques del 11 de septiembre como un intento de contrarrestar el terrorismo internacional. La posibilidad de que los terroristas accedan a las ADM ya se consideró en los párrafos 3° y 4° de la Resolución 1373, y la Resolución 1540 surgió de esos dos párrafos.
Las tres principales obligaciones creadas por la resolución son:
1. "Abstenerse de brindar cualquier forma de apoyo a actores no estatales que intenten desarrollar, adquirir, fabricar, poseer, transportar, transferir o utilizar armas nucleares, químicas o biológicas y sus vectores". (Artículo 1)
2. "Adoptar y hacer cumplir leyes apropiadas y eficaces que prohíban a cualquier actor no estatal fabricar, adquirir, poseer, desarrollar, transportar, transferir o utilizar armas nucleares, químicas o biológicas y sus vectores". (Artículo 2)
3. "Tomar y hacer cumplir medidas efectivas para establecer controles internos para prevenir la proliferación de armas nucleares, químicas o biológicas y sus vectores". (Artículo 3)

La resolución también enfatiza la importancia continua de los acuerdos de no proliferación y desarme, y prevé la creación de un comité (el Comité 1540) para supervisar la implementación de la resolución. Se pide a los Estados que proporcionen informes al Comité 1540 sobre su situación actual y planes futuros con respecto a las obligaciones establecidas en la resolución dentro de los seis meses posteriores a la adopción de la resolución, aunque en realidad muchos Estados tardaron mucho más.
El Comité 1540 fue creado deliberadamente sin poder para imponer sanciones. Si bien la resolución es, en teoría, obligatoria para todos los miembros de la ONU, se decidió que el proceso de implementación debería basarse en la colaboración y participación más que en la aplicación. Para promover estos fines, una de las principales funciones del Comité ha sido la de "cámara de compensación" de ofertas y solicitudes de asistencia para el cumplimiento de las obligaciones creadas por la resolución.

### Comité 1540
Un comité ad hoc (conocido como comité 1540) encargado del examen de la implementación de esta resolución fue establecido por un mandato inicial de 2 años, según el párrafo 4 de la resolución. El comité presentó su primer informe sobre la aplicación de la resolución al Consejo de Seguridad en abril de 2006. Con la adopción de la Resolución 1673 (2006) y posteriormente la Resolución 1810 (2008), su mandato fue prorrogado por dos años más y luego por otro período de tres años. Su mandato fue extendido por diez años más mediante la Resolución 1977 (2011), adoptada en abril de 2011. El comité presentó un segundo informe en julio de 2008. Como se solicitó en la Resolución 1810 (2008), el Comité celebró una reunión abierta de amplia participación en 2009 con el fin de preparar una revisión integral del estado de implementación de la Resolución 1540.

### Implementación nacional
La resolución insta a todos los Estados a que presenten al Comité 1540 un primer informe, a más tardar seis meses después de la aprobación de la resolución 1540 (28 de octubre de 2004), sobre las medidas que hayan tomado o tengan la intención de tomar para implementar las disposiciones de los párrafos operativos 1, 2 y 3 de la resolución. También se insta a todos los Estados miembros a que incluyan en sus informes nacionales según corresponda, información relacionada con la implementación de los párrafos operativos 6, 7, 8, 9 y 10 de la resolución. También se les anima a preparar de forma voluntaria planes de acción resumidos en los que se describan sus prioridades y planes para aplicar las disposiciones clave de la resolución 1540 (2004), y a presentar esos planes al Comité 1540. La resolución 1810 (2008) exhorta a todos los Estados que aún no hayan presentado un primer informe como se requiere en la resolución 1540 a que lo presenten al Comité 1540 sin demora.

## Negociaciones y votación
La resolución 1540 fue adoptada por el Consejo de Seguridad de la ONU en respuesta al desenmascaramiento de la red de proliferación Abdul Qadir Khan, pero también con el objetivo de prevenir la adquisición de armas químicas, biológicas, radiológicas y nucleares por parte de grupos terroristas.
La resolución 1540 es un avance notable, tanto por el hecho de que reconoce explícitamente la proliferación no estatal de armas de destrucción masiva como una amenaza a la paz y la seguridad en sí misma, como por el hecho de que obliga a los Estados miembros a realizar cambios legislativos internos. Todos los acuerdos de no proliferación anteriores adoptaron la forma de acuerdos multilaterales como el Tratado de No Proliferación Nuclear o mecanismos de cooperación como la Iniciativa de Seguridad contra la Proliferación, basados en el consentimiento de las partes. La resolución 1540, por otro lado, es obligatoria para todos los miembros de la ONU, apoyen o no sus objetivos.
La resolución fue patrocinada por Estados Unidos, con Filipinas, España y Francia (que se unieron en el último minuto) como copatrocinadores. Las negociaciones previas a la votación de la resolución 1540 estaban oficialmente abiertas solo a los miembros del Consejo de Seguridad de la ONU, pero la información sobre los primeros borradores circuló con relativa libertad y se solicitó la opinión de otros estados y ONG debido a la sensibilidad política de los temas involucrados. Se prestó especial atención a los principales estados no alineados con el fin de presionar a Pakistán, en ese momento miembro del Consejo de Seguridad, para que se alineara con la opinión mayoritaria. El G8 también se incluyó en el proceso, siendo este un medio para incluir a Japón en las negociaciones. El proceso de redacción se destacó por el nivel de participación de las ONG que involucró. Se organizó una movilización de base, entre otros, por la Liga Internacional de Mujeres por la Paz y la Libertad, Abolición 2000 y el Comité de Abogados de Política Nuclear, exigiendo que el proyecto de resolución se debatiera en una sesión abierta del Consejo de Seguridad.
La resolución fue votada por unanimidad por los miembros permanentes del Consejo de Seguridad, más los 10 miembros no permanentes en ese momento: Argelia, Benín, Angola, Filipinas, Pakistán, Brasil, Chile, Alemania, España y Rumania. Todo el proceso, desde el inicio de las negociaciones entre los copatrocinadores, hasta la votación final, tomó alrededor de 8 meses.
A pesar de la unanimidad de la votación, varios miembros del Consejo de Seguridad expresaron reservas en sus declaraciones adjuntas. En representación de Pakistán, Munir Akram insistió en que "Pakistán compartía la opinión expresada en el debate abierto del Consejo de que éste no podía legislar para el mundo", dijo. "El Consejo no puede asumir la dirección de las cuestiones mundiales de no proliferación y desarme. Compuesto por 15 Estados, no era un órgano representativo. No pudo hacer cumplir las obligaciones asumidas por cinco de sus miembros que conservaban armas nucleares, ya que también tenían derecho de veto". Añadió que "Pakistán se había visto obligado a desarrollar armas nucleares y sistemas vectores relacionados para mantener una disuasión mínima creíble contra la agresión externa, especialmente una vez que su vecino oriental había desarrollado y demostrado capacidades similares. El régimen de no proliferación nuclear debe adaptarse a la realidad de la existencia de armas nucleares en Asia meridional. Dada esa realidad, Pakistán no aceptaría ninguna demanda de acceso, ni mucho menos inspecciones de sus activos, materiales e instalaciones nucleares y estratégicos", dijo. "No compartiría información técnica, militar o política que pudiera afectar negativamente sus programas de seguridad nacional o sus intereses nacionales. Pakistán seguirá desarrollando su capacidad nuclear, de misiles y estratégica para mantener la disuasión mínima creíble con respecto a su vecino oriental, que se ha embarcado en importantes programas de adquisición y desarrollo de armas nucleares, misiles, antimisiles y armas convencionales".
La India también expresó su preocupación por la aparente injerencia en la legislación interna por parte del Consejo de Seguridad: "Nos preocupa que el ejercicio de las funciones legislativas por parte del Consejo, combinado con el recurso a los mandatos del Capítulo VII, pueda alterar el equilibrio de poder entre la Asamblea General y el Consejo de Seguridad, consagrado en la Carta".
En representación de Brasil, Ronaldo Mota Sardenberg planteó la cuestión del desarme, que había sido una preocupación de varios integrantes del Movimiento de Países no Alineados durante todo el proceso de negociación e incluso antes, dado el régimen desigualitario creado por instrumentos como el Tratado de No Proliferación Nuclear.
Igualmente, los primeros borradores de la resolución contenían referencias explícitas a la Iniciativa de Seguridad contra la Proliferación, la cuales fueron retiradas a petición de China, que sigue oponiéndose al esquema, alegando que viola la Convención de las Naciones Unidas sobre el Derecho del Mar.

## Relación con otros instrumentos de no proliferación
La resolución 1540 exige que los Estados "promuevan la adopción universal y la plena implementación y, cuando sea necesario, el fortalecimiento de los tratados multilaterales de los que sean parte, cuyo objetivo sea prevenir la proliferación de armas nucleares, biológicas o químicas" (artículo 8a) y "cumplir su compromiso de cooperación multilateral, en particular en el marco del Organismo Internacional de Energía Atómica, la Organización para la Prohibición de Armas Químicas y la Convención sobre Armas Biológicas y Toxínicas" (artículo 8c).
Aunque la resolución alienta y promueve la implementación universal de los tratados de ADM, los estados que aún no son parte conservan su prerrogativa de no firmar estos tratados. El enfoque de la Resolución 1540 no son los tratados en sí, sino la legislación y los reglamentos nacionales resultantes que permiten tomar medidas contra los actores no estatales. Los Estados habrán recorrido un largo camino hacia el cumplimiento de la resolución si ya han ratificado los tres tratados principales de ADM, pero lo contrario también es cierto. Si los Estados implementan la legislación nacional requerida para cumplir con la Resolución 1540, entonces convertirse en Estado Parte y cumplir con la Convención sobre Armas Químicas y la Convención sobre Armas Biológicas no exigirá mucho esfuerzo adicional. De esta manera, la resolución también contribuye a la universalidad del tratado.
La resolución 1540 intenta llenar las lagunas en los distintos enfoques de los instrumentos existentes. En primer lugar, la resolución es universal a diferencia de los tres tratados principales de ADM. Mientras que los tres tratados principales de ADM (el Tratado de No Proliferación, la CAQ y la CAB) son ante todo aplicables a los estados, la resolución se centra en los actores no estatales. Dado que las personas no están sujetas al derecho internacional, los estados deben garantizar un marco legal nacional de leyes, regulaciones y controles. En tercer lugar, a diferencia del OIEA, del TNP y de la OPAQ de la CAQ, no existe igual organización para la CAB.
Del mismo modo, para los medios de entrega, solo existe un régimen, por lo que estos sistemas de entrega no son objeto de tratados de no proliferación jurídicamente vinculantes. La resolución 1540 integra explícitamente las preocupaciones sobre la proliferación sobre estos medios. La resolución va más allá de los tres tratados principales de no proliferación y especifica en los artículos 2 y 3 las medidas adicionales requeridas en materia de protección financiera, de seguridad y física de materiales sensibles y también controles fronterizos y de exportación. Por último, la Resolución, adoptada en virtud del Capítulo VII de la Carta de las Naciones Unidas, requiere su cumplimiento. Esto enfatiza el papel que se espera que jueguen los estados para prevenir la proliferación (artículo 10), porque insinúa la posibilidad de sanciones en caso de incumplimiento. También trata de abordar la debilidad de la aplicación de los tratados y los regímenes de control de exportaciones.

### Armas nucleares
La resolución 1540 tiene una relación complementaria con el TNP y el OIEA. El OIEA tenía actividades y programas que eran relevantes para la implementación de la resolución 1540, tales como asistencia legislativa, capacitación de funcionarios estatales, apoyo a los estados en el desarrollo e implementación de la protección física de materiales e instalaciones nucleares y apoyo a los estados para mejorar los controles fronterizos, a fin de detectar mejor el tráfico ilícito de material nuclear y tecnología relacionada. El Comité 1540 podía informar a los estados sobre la solicitud de asistencia legislativa y técnica y servicios de asesoramiento del OIEA. El OIEA no solo cubre el material nuclear sino también el material radiactivo, este último es de especial interés para los actores no estatales, porque sería más fácil de obtener. Otra herramienta útil proporcionada por el OIEA era su Base de Datos sobre Incidentes y Trata de Personas (ITDB).

### Armas químicas
La CAQ y su organización autorizada, la OPAQ, enfrentan nuevos desafíos en un contexto internacional cambiante de armas de destrucción masiva que la Resolución 1540 pretende remediar. Una obligación importante de la CAQ es la adopción de una legislación de implementación nacional apropiada, pero incluso después de la adopción de un plan de acción por parte de la OPAQ para alentar a los Estados Partes a rectificar esta situación, muchos Estados Partes no cumplen con esta obligación. La legislación de implementación nacional integral no solo es necesaria para cumplir plenamente sus obligaciones con la CAQ, sino que es vital para evitar que los actores no estatales obtengan acceso a las armas químicas y la cual la Resolución 1540 la ha convertido en un requisito obligatorio. Si bien la CAQ tiene un régimen de verificación eficaz por parte de los inspectores internacionales de la OPAQ, es posible que este no siempre sea el caso cuando se enfrenta a actores no estatales si no existe una legislación nacional que otorgue un fácil acceso a las residencias privadas. La resolución también aborda la cuestión de los "materiales relacionados". Su definición incluye productos químicos y equipos cubiertos por acuerdos multilaterales y listas de control nacionales como el Grupo de Australia, la Iniciativa de Seguridad contra la Proliferación y la estrategia de la UE contra la proliferación de armas de destrucción masiva, por lo que es mucho más amplia que las tres listas de productos químicos en el Anexo de la CAQ. Además, los actores no estatales ya pueden causar daños graves con montos muy por debajo de los que se consideran de importancia militar y los Estados deben considerar esto en sus acciones para contrarrestar la preparación o uso de armas químicas por parte de esos actores.

### Armas biológicas
Como se dijo anteriormente, la CABT no tiene una organización para supervisar su implementación y carece de un régimen efectivo de monitoreo, cumplimiento y verificación. Existe un modesto mecanismo consultivo de cumplimiento, pero las negociaciones para establecer una organización internacional para la prohibición de las armas biológicas para supervisar la implementación y llevar a cabo el monitoreo y la verificación se rompieron en 2001. La falta de transparencia dificulta la evaluación del estado y la efectividad de las medidas de los Estados Partes para implementar y cumplir con la CABT. La Resolución 1540 ha establecido un sistema de monitoreo basado en las declaraciones de los estados sobre la implementación a través de los informes proporcionados al Comité 1540. La resolución no proporciona un régimen de cumplimiento, sino que favorece los esfuerzos cooperativos, ya que el incumplimiento puede ser causado por falta de conciencia o capacidad. Pero si los estados persisten en su incumplimiento a pesar de la asistencia, el Comité lo informará al Consejo de Seguridad de las Naciones Unidas. La Resolución 1540 también cumple una función de cumplimiento de la función, ya que requiere que los estados partes de la CABT revisen el cumplimiento de sus obligaciones mientras pueden utilizar los criterios más detallados para la implementación nacional en la resolución.

### Medios de entrega
La Resolución 1540 promueve una mayor comprensión de los instrumentos de no proliferación relacionados con los medios de entrega, como el MTCR. Hasta la adopción de la resolución, las medidas de control de las exportaciones relacionadas con los medios de entrega no se habían debatido ampliamente en la comunidad internacional. El MTCR era una asociación informal y voluntaria que tenía como objetivo controlar la proliferación de cohetes y sistemas de vehículos aéreos no tripulados. La resolución 1540 requiere como una de las medidas que los estados mantengan controles de exportación efectivos y aunque cada país puede implementar los arreglos de acuerdo con su legislación nacional, esta legislación ahora es obligatoria. Dado que el enfoque principal de la resolución son los actores no estatales, se espera que los medios de ejecución sean medios menos sofisticados. El riesgo de que los actores no estatales obtengan tecnologías sofisticadas de misiles balísticos o de crucero sigue existiendo y la Resolución deberá tener en cuenta las tecnologías de doble uso en su implementación para no afectar los usos comerciales legítimos pacíficos y la investigación industrial.

## Aplicación

### Sudamérica
América Latina fue la primera región en ser cubierta por un tratado que prohíbe el desarrollo de armas nucleares (el Tratado de Tlatelolco), a pesar de la oposición de dos de las principales potencias de la región, Brasil y Argentina, al Tratado de No Proliferación Nuclear, debido a su carácter discriminatorio percibido.
Si bien Colombia es el único estado de la región que ha aceptado plenamente la visión de Estados Unidos de la guerra contra el terrorismo, la mayoría de los estados de la región ya cuentan con medidas antiterroristas, generalmente junto con políticas diseñadas para combatir el crimen organizado, que es la principal amenaza local (por ejemplo, el Grupo 3+1). la Convención Interamericana contra el Terrorismo y la Declaración de San Carlos.
Todos los estados de la región ya han presentado sus informes de cumplimiento al Comité 1540. Sin embargo, muchos de ellos han cumplido solo una pequeña parte de sus obligaciones en virtud de la resolución; Chile, Panamá, Perú y Venezuela se encuentran entre los que tienen los peores registros. Colombia también ha solicitado equipos de detección y asistencia para capacitar a su personal encargado de hacer cumplir la ley en la detección y enjuiciamiento de delitos de proliferación. Y en cuanto a Argentina y Brasil, han brindado ofertas de asistencia.

### Asia y Oceanía
Si bien la ASEAN ha apoyado en gran medida la resolución, también ha sido criticada en primer lugar como un intento inspirado por Estados Unidos de interferir en asuntos que pertenecen al dominio de la soberanía nacional, como un enfoque de "talla única" para la cuestión y por ser demasiado exigente en términos de recursos para que los países pequeños la implementen correctamente.
Entre los estados de la región, Taiwán (que no es miembro de la ONU), las Islas Cook y Niue (que son tratados como observadores permanentes en lugar de miembros de la ONU debido a sus vínculos con Nueva Zelanda), Corea del Norte, Birmania, Timor Oriental y las Islas Salomón aún no han presentado informes al Comité 1540. Muchos de los estados de Oceanía han tenido dificultades para cumplir con sus obligaciones bajo la resolución debido a su pequeño tamaño y falta de recursos. Por ejemplo, Kiribati ha solicitado asistencia para adaptar su marco legislativo y Vanuatu ha solicitado formación policial adicional.
Armenia, Camboya, Irak, Líbano, las Islas Marshall, Mongolia, Filipinas, Catar, Siria, Tailandia, Uzbekistán, Australia, China, India, Israel, Japón, Malasia, Nueva Zelanda, Pakistán, Corea del Sur y Singapur han presentado ofertas de asistencia al Comité.
Muchos estados de la región también participan en otras iniciativas locales de no proliferación y lucha contra el terrorismo, como el Proceso de lucha contra el terrorismo de Bali y los Talleres regionales de la CABT.
Asia ha sido la fuente de las actividades de proliferación más recientes, especialmente en India, Pakistán, Israel, Irán y Corea del Norte, y las que involucran a la red AQ Khan.

### África
Si bien la mayoría de los estados africanos carecen de la tecnología para representar serias amenazas de proliferación, las numerosas zonas de anarquía en el continente lo convierten en un centro útil para diversas actividades clandestinas, en particular el tráfico de drogas y personas. Sin embargo, algunos países, en particular Libia y Egipto en el ámbito nuclear, y la República Democrática del Congo en el ámbito químico/biológico, han sido o se sospecha que están involucrados en la proliferación de armas.
África también tiene la mayor cantidad de estados que aún no han presentado sus informes de cumplimiento al comité 1540.
Esto se ha atribuido en gran medida a la falta de recursos y a la existencia de problemas más urgentes como el SIDA, la proliferación de armas pequeñas y los conflictos, pero también a que algunos miembros del Movimiento de Países No Alineados han expresado su preocupación por el posible impacto de la resolución en la soberanía de sus países.
Angola, Benín, Costa de Marfil, Madagascar y Marruecos han presentado solicitudes de asistencia para el cumplimiento de sus obligaciones al Comité 1540, con Sudáfrica proporcionando una oferta de ayuda.

### Europa
Desde 2003, la Unión Europea ha integrado una cláusula de no proliferación en su política exterior y de seguridad común, que exige que sus socios comerciales tomen medidas para "firmar, ratificar o adherirse, según proceda, y aplicar plenamente todos [...] los instrumentos internacionales pertinentes que sean relativos a las armas nucleares, químicas y biológicas". Sin embargo, esta cláusula ha sido un obstáculo en las negociaciones con India y Siria.
Los únicos países europeos que aún no han presentado sus informes al Comité 1540 son Macedonia, Moldavia y la Ciudad del Vaticano (que sigue siendo simplemente un estado observador en la ONU), aunque muchos estados exsoviéticos que aún poseen material nuclear, químico o biológico, carecen de los controles fronterizos efectivos necesarios para prevenir la proliferación. Albania, Lituania, Montenegro y Serbia han solicitado ayuda para cumplir sus obligaciones en virtud de la resolución, mientras que la mayoría del resto de estados europeos han ofrecido ayuda: Austria, Bielorrusia, Bulgaria, República Checa, Dinamarca, Estonia, Finlandia, Francia, Alemania, Grecia, Hungría, Irlanda, Italia, Liechtenstein, Lituania, Luxemburgo, Malta, Países Bajos, Noruega, Polonia, Portugal, Rumania, Rusia, Eslovaquia, Eslovenia, España, Suecia y Reino Unido.

### América del norte
Estados Unidos ha sido uno de los más firmes partidarios de la resolución 1540 y de la resolución 1887 del Consejo de Seguridad de las Naciones Unidas, quien reforzó sus disposiciones.
Todos los estados de América del Norte, excepto Haití y Santa Lucía, han presentado sus informes sobre el cumplimiento de la resolución 1540 a la ONU. Las Bahamas, Belice, la Comunidad del Caribe y Guatemala han solicitado asistencia para implementar la resolución, mientras que Canadá, Cuba y Estados Unidos han ofrecido ayuda.

## Controversia
Muchos estados del Movimiento de Países no Alineados han criticado la resolución 1540 por ser complicada y mal adaptada a sus situaciones, un intento de Estados Unidos de cooptar a otros en su guerra contra el terrorismo, una interferencia de la ONU en los estados soberanos, y un drenaje de recursos que podrían utilizarse mejor en problemas que son de relevancia local más directa.
Los partidarios de la resolución han subrayado la función del comité 1540 como cámara de compensación para las ofertas y solicitudes de asistencia en la implementación de la resolución, y señalaron que la mejora de los controles fronterizos y el marco legislativo será un beneficio más general para todos los países que la implementen.